# Уильямсон, Мэтью
Мэтью Уильямсон (англ. Matthew Williamson; род. 23 октября 1971, Манчестер) — известный британский модельер.

## Ранние годы и образование
Мэтью Уильямсон родился 23 октября 1971 года в Манчестере, Великобритания. До 17 лет учился в колледже Лорето (англ. Loreto College), Манчестер. Затем переехал в Лондон, чтобы продолжить учёбу в Центральном колледже искусства и дизайна имени Святого Мартина, который и окончил в 1994 году, получив степень бакалавра. Специальность «Текстиль».

## Карьера
Окончив колледж, Уильямсон два года работал в Monsoon (фирменные магазины, специализирующиеся на одежде с этническими мотивами), где, по собственным словам, многому научился, благодаря работе в крупной компании и частым поездкам в Индию.
Первый успех Уильямсону принесли шарфы из индийского шёлка, которые он удачно презентовал британскому Vogue.
В 1997 году Мэтью Уильямсон основал собственный дом моды. В этом же году на Лондонской неделе моды он представил свою первую коллекцию «Электрические ангелы» (англ. Electric Angels). В показе принимали участие Кейт Мосс, Хелена Кристенсен и Джейд Джаггер.
Коллекции модельера были показаны также на Неделе моды в Нью-Йорке в 2002 году.
В 2004 году Уильямсон открыл собственный магазин (Брутон-стрит 28, Мейфэр, Лондон.
В 2005 году он выпустил собственную линию духов, в 2006 был назначен креативным директором итальянского модного дома Emilio Pucci. В 2007 году показ коллекции Уильямсона вошёл в клип на песню Принса Chelsea Rodgers, альбом Planet Earth.
В 2007 году в лондонском музее дизайна прошла ретроспективная выставка его работ: «Мэтью Уильямсон — 10 лет в моде».
В 2008 году Уильямсон был назван «Red Carpet Designer». Он также был трижды номинирован на дизайнера года.
В сентябре 2008 года Мэтью Уильямсон вернулся в Лондон, чтобы полностью сосредоточиться на развитии собственной марки.
В октябре 2010 года было объявлено, что Уильямсон подписал лицензионное соглашение с MBFG в рамках которого была создана новая линия — Музы Мэтью Вильямсона.
Наряды от Уильямсона носят знаменитости, в том числе Мадонна, Сара Джессика Паркер , Гвинет Пэлтроу , Кирстен Данст и Николь Кидман .
C 2013 года сотрудничает с британским брендом Osborne & Little. Под именем Mathew Williamson выпущено несколько коллекций обоев и интерьерных тканей.